# جائزة الإمارات للرواية
جائزة الإمارات للرواية هي جائزة أدبية تأسست في أبوظبي عاصمة الإمارات العربية المتحدة عام 2013. تأسست الجائزة بالتعاون مع توفور54. يشغل الكاتب الإماراتي جمال الشحي منصب الأمين العام لجائزة الإمارات للرواية. تهدف الجائزة إلى دعم المواهب الأدبية الإماراتية، وتسليط الضوء على الثقافة الأدبية في المجتمع الإماراتي وتثقيفه حول أهمية القراءة والكتابة.

## آلية الجائزة
تتضمن جائزة الإمارات للرواية ثلاث فئات مختلفة هي جائزة: أفضل رواية، وجائزة أفضل رواية قصيرة، وجائزة الكاتب الإماراتي المميز. ستختار اللجنة المختارة ثلاثة أعمال من فئة أفضل رواية للروايات التي لا يقل عدد كلماتها عن 40 ألف كلمة، وثلاثة أعمال أخرى من فئة أفضل رواية قصيرة للروايات التي يتراوح عدد كلماتها بين 17 ألف و40 ألف كلمة.

## بعض الأعمال المختارة
- مريم الغفلي عن روايتها «أيام الزغنبوت».[4]
- نجاة المرزوقي عن روايتها «نسيت من أكون».[4]
- محمد الحمادي عن روايته «البحث عن مملكة الشمس».
- نادية النجار عن رواية مدائن اللهفة.
- إبراهيم المرزوقي عن رواية «فاليوم».
- إيمان يوسف عن رواية «حارس الشمس»
- عبرة المزروعي عن روايتها «شرق 18»
- محمد سمير ندا  عن روايته صلاة القلق (عام 2025)[5]